# Centrale termoelettrica di Erevan
La centrale termoelettrica di Erevan (in armeno Երևանի ջերմաէլեկտրակայան?, è una centrale termoelettrica sita a circa 10 km da Erevan, capitale dell'Armenia. Un più vecchio, obsoleto impianto era alimentato a gas naturale e olio combustibile, mentre un nuovo impianto a ciclo combinato è alimentato solo da gas naturale e ha una capacità di 242 megawatt. La centrale produce un quarto dell'elettricità del paese ed è alla base degli scambi stagionali di elettricità con l'Iran.

## Storia

### Vecchio impianto termoelettrico
L'Istituto Teploelectroproject iniziò la progettazione della centrale termoelettrica di Erevan nel 1959. La costruzione dell'impianto iniziò quindi due anni dopo, nel 1961, anno in cui fu fondata anche l'azienda di gestione della centrale, ed il 1963 vide l'ordinazione della prima turbina, avente una capacità di 50 megawatt. Dopo che, nel 1967, anche l'ultima turbina fu commissionata, l'impianto, che fu la prima centrale elettrica di simili dimensioni in Armenia, arrivò ad essere costituito da sette unità, con una potenza elettrica totale di 550 megawatt e una capacità termica di 630 GCal/h. Nel dettaglio, cinque unità avevano una potenza di 50 megawatt ognuna, e due unità avevano una potenza di 150 megawatt.
Dopo l'apertura del nuovo impianto, nel 2010, il vecchio impianto è stato chiuso e delle sopraccitate unità, solo una è rimasta operativa. Tuttavia, esiste un piano volto al ripristino di due delle unità da 50-megawatt per utilizzare il carbone proveniente dal Nagorno-Karabakh, che ha visto il suo primo step nel 2014 con la realizzazione dei primi test.

### Nuovo impianto a ciclo combinato
Dopo che nel 2003 fu portato avanti un piano per la privatizzazione della centrale, nel 2005 iniziarono i preparativi per la costruzione di un nuovo impianto a ciclo combinato vicino all'impianto già esistente, assieme al quale avrebbe dovuto lavorare. Le spese del progetto, che arrivavano a un totale di circa 247 milioni di dollari, furono coperte per la quasi totalità con un prestito da 26.409 miliardi di yen (pari a 241 milioni di dollari americani) della Banca giapponese per la cooperazione internazionale (oggi Agenzia giapponese per la cooperazione internazionale) concesso ufficialmente il 29 marzo 2005 ed emendato il 27 maggio 2008. Nel dettaglio, il prestito deve essere ripagato in un periodo di quarant'anni con un interesse dello 0,75% e un periodo di dieci anni in cui non è dovuto alcun pagamento.
Il nuovo impianto fu dunque costruito dalla GS E&C (95%) e dalla Mitsui (5%) con un contratto "chiavi in mano", che si servirono naturalmente di altre aziende per le varie forniture. Così, ad esempio, una turbina a gas, un generatore ed equipaggiamenti ausiliari furono forniti dalla Alstom, la Fuji Heavy Industries fornì una turbina a vapore, la Sedae Enertech Company fornì un generatore di vapore a recupero e la Honeywell fornì un sistema di controllo automatico. La costruzione ebbe dunque inizio nel dicembre 2007 e la centrale fu ultimata nel marzo 2010. L'inaugurazione ufficiale, presenziata dall'allora presidente armeno Serž Sargsyan, fu celebrata il 22 aprile 2010.

### Impianto futuro
Nel 2015, è stato annunciato che l'italiana Renco S.p.A. avrebbe costruito e messo in opera un impianto da 250 megawatt di potenza e del costo di 285 milioni di dollari, avente un coefficiente di efficienza pari al 53%. I primi scavi per la costruzione della nuova unità hanno avuto luogo il 20 marzo 2017 nella vicinanza dell'impianto a ciclo combinato, alla presenza del presidente armeno Serž Sargsyan, del direttore generale della Renco, Giovanni Rubini, e dell'ambasciatore italiano in Armenia, Giovanni Ricciulli. La costruzione, la cui durata è stimata tra i 26 e i 30 mesi, dovrebbe terminare nella seconda metà del 2019. La nuova unità darà all'Armenia la possibilità di assicurare una fornitura di energia elettrica costante ed affidabile ai paesi limitrofi, trasformando il paese in un attore importante nel mercato energetico della regione.

## Caratteristiche
Come detto, il vecchio impianto consisteva di sette unità, per una potenza elettrica complessiva di 550 megawatt e una capacità termica di 630 GCal/h. Nel dettaglio, due turbine erano di tipo К-150-130 ed avevano una potenza di 150 megawatt, mentre le altre cinque da 50 megawatt erano quattro di tipo PT-50-130/13 e una di tipo Р-50-130/13, inoltre la centrale aveva due caldaie di tipo TGM-94, aventi una capacità di 500 t/h di vapore, e cinque caldaie di tipo TGM-84, aventi una capacità di 420 t/h di vapore.
La capacità nominale totale del nuovo impianto è di 271,1 megawatt, corrispondente a una potenza elettrica di 242 megawatt, e una capacità termica di 434,9 GJ/h. Nell'agosto 2018 è inoltre previsto un ravamping dell'unità operativa che dovrebbe aumentare la capacità dell'impianto di 7 MW e ridurre il consumo di combustibile da 258,1 g/kWh a 252,8 g/kWh, aumentando anche l'efficienza dell'1% e la generazione di elettricità di 59,5 milioni di kWh.
La turbina a gas GT13E2 MXL, realizzata dalla Alstom, ha una potenza di 179,9 megawatt e opera con un'efficienza del 36,4%, mentre la turbina a vapore, realizzata dalla Fuji Heavy Industries, ha una potenza di 63 megawatt e una capacità termica di 103,7 GCal/h.
Il nuovo impianto produce un quarto dell'elettricità utilizzata nel paese e per farlo utilizza gas fornito dall'Iran attraverso il gasdotto Iran-Armenia. Per ogni metro cubo di gas naturale fornito, vengono prodotti tre kilowattora di elettricità, di cui il 38% va all'Iran e il 62% è venduto sul mercato domestico. La costruzione del nuovo impianto ha anche aiutato a ridurre i costi di produzione dell'elettricità, che sono passati da 400 dram per kilowattora a 160-170 dram per kilowattora, e a ridurre le emissioni in atmosfera, essendo il nuovo impianto il 70% più efficiente rispetto al vecchio.
Rispetto alla centrale termoelettrica di Hrazdan, la più grande centrale del paese, gestita dalla Gazprom Armenia, quella di Erevan utilizza, a parità di elettricità prodotta, metà del combustibile, le emissioni in atmosfera di acido solforico sono dieci volte più basse, quelle di ossidi di azoto sono nove volte più basse, quelle di anidride carbonica sono dimezzate e quelle di monossido di carbonio sono addirittura trentotto volte inferiori.